# كاسبر غرين لارسن
كاسبر غرين لارسن (بالدنماركية: Kasper Green Larsen)‏ هو أستاذ مشارك وعالم حاسوب دنماركي، ولد في 1977.

## وصلات خارجية
- الموقع الرسمي